# Història del camperol eloqüent
La història del camperol eloqüent és una narració pertanyent a la literatura de l'antic Egipte escrita el 1850 aC. Destaca pel seu bon estat de conservació, ja que existeixen fragments de fins a quatre documents diferents que permeten reconstruir gairebé del tot els fets narrats.

## Argument
Un camperol, Khun Amup, torna del mercat amb el seu ase carregat amb el que ha aconseguit intercanviar. El noble local li ho vol robar i per això col·loca un obstacle al camí, de manera que Khun Amup es vegi obligat a travessar les seves terres i així tenir una excusa per prendre-li l'animal i els béns. El camperol intenta que es faci justícia, però només obté una manta de cops. Llavors es dirigeix al palau del faraó, on l'escolta Rensi, un fidel servent reial. Aquest queda astorat per l'eloqüència del camperol, que explica no solament els fets sinó el que es deriva de la corrupció per al país. Rensi transmet al faraó el que ha sentit i aquest li ordena dilatar la resposta per tal que l'home continuï parlant i es puguin transcriure les seves belles paraules. Després de deu dies, el camperol insulta Rensi per insensible i torna a ser colpejat com a càstig. Llavors fuig, però el faraó ordena fer-lo tornar per recompensar-lo amb regals, un nou ase i la promesa de castigar el noble que l'havia ofès.

## Anàlisi
El tema de la justícia com a garantia de l'equilibri social està present a tota la història i reflecteix el principi de Maat, propi de la religió egípcia. El camperol apel·la als superiors per restablir un ordre que ha trencat el noble amb el seu truc cobdiciós, no solament per desfer el greuge que ha patit sinó per mantenir el Maat.